# والتر سالس
والتر موریرا سالس جونیور (به پرتغالی: ‎Walter Moreira Salles, Jr.‎) (زاده ۱۲ آوریل ۱۹۵۶) کارگردان و تهیه‌کننده سرشناس و بین‌المللی برزیلی است. او یکی از موفق‌ترین فیلم‌سازان آمریکای لاتین بوده‌است. سالس با کارگردانی فیلم ایستگاه مرکزی (۱۹۹۸)، موفق به دریافت جایزه‌های زیادی از جمله گلدن گلوب بهترین فیلم غیرانگلیسی‌زبان شد. او با آثار بعدی‌اش به‌ویژه فیلم خاطرات موتورسیلکت (۲۰۰۴) به موفقیت‌های بیشتری رسید. وی همچنین توانست در سال ۲۰۲۵ جایزه اسکار بهترین فیلم غیر انگلیسی زبان برای ساخت فیلم من هنوز اینجا هستم را بدست بیاورد.

## فیلم‌شناسی
- هنوز اینجا هستم (۲۰۲۴)
- در جاده (۲۰۱۲)
- مسیر عبور (۲۰۰۸)
- در ۵٬۵۵۷ مایلی کن (یکی از اپیزودهای هر کس سینمای خودش) (۲۰۰۷ میلادی)
- پاریس، دوستت دارم (۲۰۰۶)
- آب تیره (۲۰۰۵)
- خاطرات موتورسیلکت (۲۰۰۴)
- ماورای خورشید (۲۰۰۱)
- ایستگاه مرکزی (۱۹۹۸)
- نیمه‌شب (۱۹۹۸
- سرزمین بیگانه (۱۹۹۵)
- زندگی جایی دگر (۱۹۹۵)
- هنر بزرگ (۱۹۹۱)